# Primocanale
Primocanale ist ein regionalbezogener Fernsehsender in Italien. Gesendet wird von Genua in die gesamte norditalienische Region Ligurien. In Ligurien und den angrenzenden Zonen ist er analog oder über DVB-T zu empfangen, auch strahlt Primocanale über Satellit und via Streaming im Internet aus.
Besitzer ist Programmazioni Televisive P.T.V., deren Eigentümer und Herausgeber Maurizio Rossi ist, ein ehemaliger Politiker.

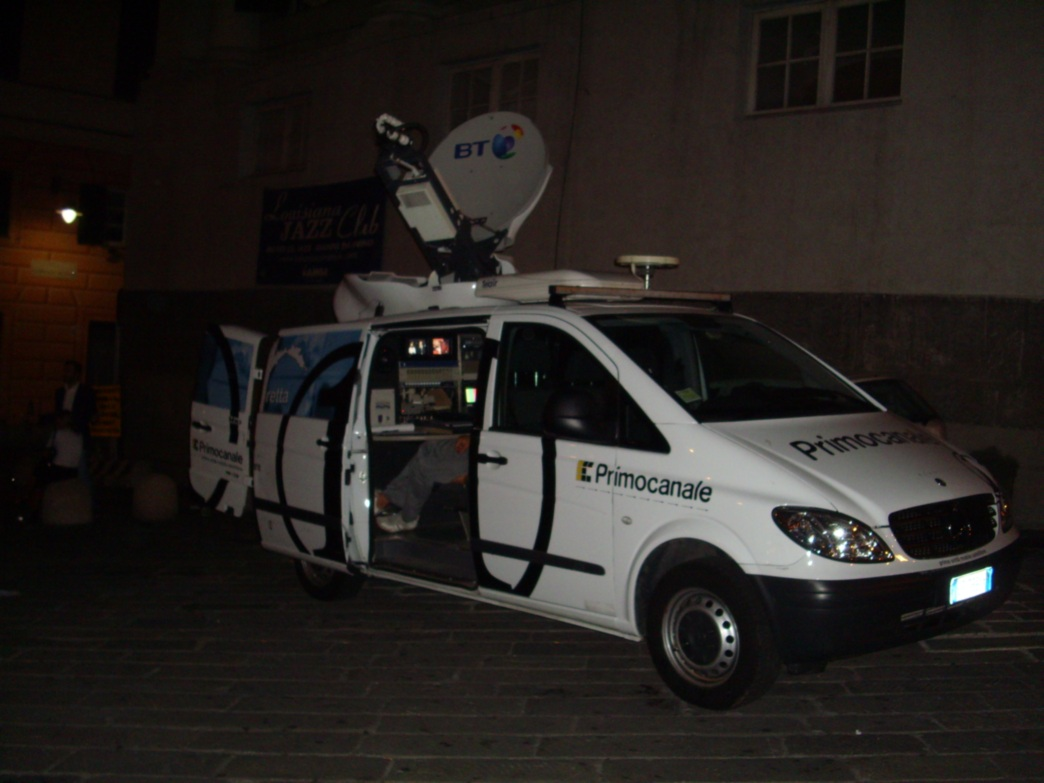
Ein Übertragungswagen des Senders

Seit 2000 besteht ein Abkommen mit den Lokalsendern der einzelnen Provinzen um den Lokalbezug von Primocanale in der gesamten Region auszubauen. Im Juli 2008 wurde von Seiten der P.T.V. die Übernahme des genuesischen Fernsehsenders Telecittà angekündigt. Dieser war bisher im Besitz von Coopsette.
Das Programm von Primocanale basiert auf Lokalnachrichtensendungen, die von den Redaktionen in den jeweiligen ligurischen Provinzen bereitgestellt werden.
Am 15. April 2009 ging der zu der Mediengruppe gehörende Kanal Primocanale Sport in Sendung. Er ist der erste themenspezifische Regionalsender in Italien und basiert ausschließlich auf Sportbeiträgen.